# Bernd Reuter (Politiker, 1940)
Bernd Friedrich Reuter (* 9. November 1940 in Heldenbergen) ist ein deutscher Politiker (SPD) und ehemaliger Bundestagsabgeordneter.

## Leben
Reuter absolvierte bis 1958 eine Ausbildung zum Betonbauer. Anschließend besuchte er bis 1962 die Staatsbauschule in Frankfurt am Main, welche er mit einem Examen als Bauingenieur/Tiefbau abschloss. Die nächsten vier Jahre war er als Bauingenieur tätig, anschließend war er von 1967 bis 1969 Bürgermeister der Gemeinde Heldenbergen und von 1970 bis 1980 war er erster Stadtrat der Stadt Nidderau.

## Politik
Reuter trat 1965 der SPD bei, nachdem er bereits 1955 der IG Bau-Steine-Erden, sowie der Arbeiterwohlfahrt beigetreten war. Von 1980 bis 1994 war er Vorsitzender des SPD-Unterbezirks Main-Kinzig und Mitglied des SPD-Bezirksvorstandes Hessen-Süd, außerdem des Landesvorstandes der SPD Hessen. Im Jahr 1980 wurde er erstmals in den deutschen Bundestag gewählt, dem er bis 2002 angehörte. Er war dort Vorsitzender der SPD-Landesgruppe Hessen.

## Ehrungen
- 2011: Verdienstkreuz am Bande der Bundesrepublik Deutschland[1]

## Weblink
- Biographie beim Deutschen Bundestag